# 新義安
新義安是香港三合會組織，前身是1919年由潮州人成立的鄉氏互助洪門幫會「義安」。1947年後移師香港，改組為「新義安」，替國民黨在香港從事特務情報工作，後來發展成犯罪組織。與「福義興」、「義群」及「敬義」等曾結盟組成「潮州幫聯盟」。
除香港外，新義安一般活躍於英國、新西蘭、東南亞以及中國廣東省等。 1980年代，會員人數曾經達20萬人，1990年代開始，不少成員向中國大陸发展。現在成員估計約有25,000至40,000人之間。「新義安」、「14K」與「和勝和」是現時香港三大黑幫。

## 組織架構
「新義安」由向前創立，以向氏家族為「龍頭」領導，「龍頭」是世襲制一代傳一代。社團所有成員都設有編碼，方便等級嚴格的組織化管理。以「一王」（龍頭）、「五虎」、「十傑」為權力架構，並在香港各分區設有「坐館」（行政）與「揸數」（財務），形成「區頭制」。此外，龍頭下設專責特別行動的「杜字堆」，由一名杜字「香主」領導五名大佬級成員，直接向龍頭負責。龍頭高層會議則固定於每月首個星期五，在香港島黃泥涌峽某山莊舉行。1997年後，向氏龍頭被中共召安，淡出幫會，黑幫事務交由元老林世俠（林江）管理。而「新義安」深圳市分支則以陳錫波為首的陳氏家族為核心。
「新義安」是香港首個將會員資料電腦化並推動企業化運作的黑幫。據傳，2000年代，香港約7000多間食肆、娛樂場所及超過1050輛小巴均有其成員涉足，每年收益達數億美元，財力雄厚。

## 歷史背景

### 「義安」幫會成立
「新義安」的前身是「義安」潮汕人互助幫會。「義安」源起可追溯至1796年（清朝嘉慶元年）成立的洪門「天寶山」，是蕭朝舉在廣東開立的民間社團；1841年演變成「天寶山新安堂」；1866年在惠州府分拆成「天寶山萬安堂」。1919年，「萬安堂」龍頭逝世後，引致內部分裂，部分潮州藉成員自組「太平山義安堂」，簡稱「義安」。
「義安」是潮州的古稱，潮州府在東晉及隋朝時期名為義安郡。
1921年，「義安」成員以「義安工商總會」的名義向香港華民政務司署註冊，在潮州及香港的九龍城和長洲各設有堂口，經營兩地貨物買辦生意。後來，向前繼任成為領導之一。二次大戰期間，「義安」曾協助國民黨走私抗戰物資，支援廣東及香港抗日活動。

### 二戰結束，向前領導「義安」抗共
1945年8月15日，二戰结束，大日本帝國投降當日，國民黨希望利用三合會的民間網絡發展成情報機關，遂派國民黨的中將葛肇煌（後來14K的創始人）佔領了廣州「洪門五洲華僑總會-西南分會」的會址，改稱「洪發山忠義堂」，並領封為洪門龍頭，吸納廣東地區的幫會加入。「義安」領袖向前也歸属於葛肇煌部下，領「太平山義安堂」堂主，並獲授國民革命軍少将軍銜。聽命於中國國民黨軍統局局長戴笠，並尊蔣中正為蔣總統。
1945-49年，國共內戰爆發，向前任「華南人民反共救國軍」副參謀，利用三合會網絡在廣東及香港展開情治活動，打擊共產黨勢力。

1947年9月，國共內戰戰局逆轉，國民黨節節敗退，部分在廣東的親國民黨組織兩年間逐漸移師到香港發展地下情報工作。包括葛肇煌創立的「14K」，以及向前領導的「義安」。

### 在港從事反共工作，改組成「新義安」
1948年，「義安」將總部移師到香港，扎根於紅磡大環山村木屋區，在九龍城設有字花廠。並將勢力擴展到香港二戰後難民聚居的各個九龍城寮屋區，吸納潮汕籍人仕及難民加入。1950年後，「義安」獲得台灣國民黨政府的軍餉資助，支援其在港的反共情報工作。
1952年，「義安」與當時最大的潮汕幫派「福義興」在長洲和南丫島太平清醮期間發生大規模械鬥。隨後，港英政府以其涉及三合會活動為由，取消了「義安」的社團註冊。龍頭大佬向前將組織改名為「新安公司」(「新安縣」是廣東及香港地區古稱）並分支出「永安公司」（「永安縣」則是福建地區古稱）。不久後，「新安公司」與海陸豐籍三合會「太平山體育會」合併，最終改組為「新義安」。

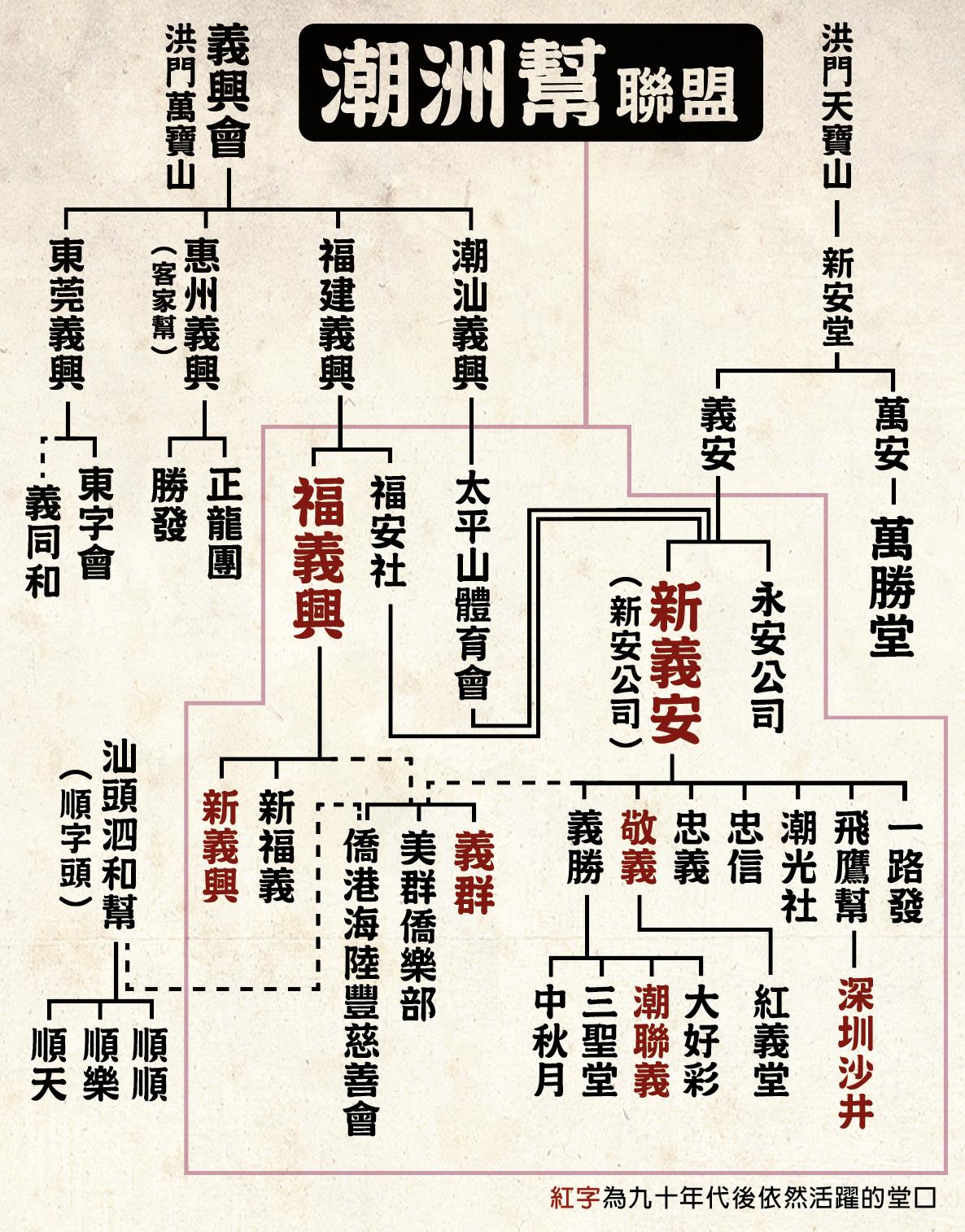
香港潮州幫三合會－譜系表

### 派系分裂，組織改革
1953年，新義安龍頭向前被港英政治部扣查，指控他從事非法政治及特務活動，同年被港英政府遞解出境至台灣。由其長子向華炎執掌新義安第二代龍頭（當時12歲）。新義安於數年間出現了多個分支。包括：「潮光社」主力陀地於九龍城寨；「敬義」主力陀地於觀塘雞寮徙置區、黃大仙東頭邨及九龍城；「義群」由小巴及白牌車司機工會創立，地盤活躍於廟街、深水埗及尖沙咀；「大好彩」別稱 Lucky，勢力集中於九龍城、土瓜灣、藍田及觀塘；「潮聯義」主力陀地於牛頭角，由潮陽人士組成。還有較小型的九龍城分支「忠信」、「忠義」、「三聖堂」及「中秋月」。
1956年，雙十暴動後，警方大舉掃蕩幫會，新義安很多分支被打擊。向前希望藉此機會大手改革，他任命林景從台灣回港，輔佐年幼的第二代龍頭向華炎管理幫務，統合各分支，確立幫會中的龍頭世襲制，為向氏世族，發展到七十年代，組織結構相當完善，設有「五虎」、「十傑」，並在各主要地區設有坐館。

### 警黑勾結讓「潮州幫」壯大
1950年代，「福義興」、「新義安」、「義群」及「敬義」等潮汕系幫派結盟成「潮州幫」，定期選出一個「潮州幫聯盟」的香主，管理聯盟事務。團結以抗衡「14K」、「和字頭派系」及「四大公司派系」的勢力。
1962年，呂樂接任香港警務處刑事偵緝處港島華探長一職，由於他的親戚姑丈正是「新義安」當時的龍頭向華炎，「新義安」及其「潮州幫聯盟」在全香港華人便衣警察的包庇下，壟斷多區犯罪事業，勢力迅速壯大，成為規模龐大的幫會。為了回報呂樂的庇護，向華炎多次協助呂樂「造馬」破案，主動提供有關敵對幫派「14K」的線索，藉此推動呂樂屢破大案，又協助呂樂收受市民賄款，雙方形成了互惠互利的關係。
在呂樂探長掌權下，只准許潮汕藉的毒販「四大家族」壟斷香港製毒生意。「四大家族」包括：「雙馬集團」，以「福義興」分支「新義興」的馬氏兄弟為首；「敬義集團」，以「新義安」分支「敬義」的話事人江森泉(老虎仔)、煤炭明及陳燕卿(毒玫瑰)為首；「跛豪集團」，以「義群」的領導人吳錫豪（綽號「跛豪」）為首；以及「馬沙零售集團」，以「14K」的馬菲士及「和安樂(水房）」的沙塵超為首，他們同是潮汕人。「四大家族」製成的毒品會交由「和字頭派系」合作銷售至香港、台灣、東南亞及歐洲等地。

### 廉署成立，打擊「潮州幫」
1974年2月，「廉政公署」成立，大力掃除大量貪腐收賄的警員，令非法行業失去了背後的庇護，使得三合會不得再像以往一樣高調活動。
同年7月，警方搗破「潮州幫」在上水的毒品包裝工廠。直至11月，「義群」的領導人吳錫豪被捕，1975年5月，吳錫豪因為販毒罪名成立，被最高法院判處監禁三十年。「福義興」的馬氏兄弟及「敬義」話事人江森泉等頭目潛逃至台灣。「新義安」勢力一度萎縮。

根據1977年香港反黑組的統計，三合會被警方打擊後陷入大幅衰退，已不再存在像1960年代數十萬會員的堂口，當時「潮州幫聯盟」的香主為「福義興」的「𠹌十」，二路元帥為「敬義」的江森泉(老虎仔)。各堂口統計會員人數如下：
「福義興」20,000人；「新義安」15,000人；「敬義」3,000人；「義羣」1,000人。

### 奪取尖東、大埔及屯門地盤
70年代末，新義安在林景與紀實帶領下，成功奪取「和安樂」在油麻地的地盤，吞併「14K」在尖沙咀東部的地盤，乘著香港經濟起飛，重點於油麻地、尖沙咀及銅鑼灣一帶經營夜總會、的士高、卡拉ok舞廳，讓其勢力於衰退後再次擴大。
1980年4月1日，香港《華僑日報》披露：1980年3月29日開始，警方大舉掃蕩新義安，近50餘名坐館、紅棍、白紙扇等人被捕，成為1956年以來最大的一次「反黑」行動，並被繳獲一批現代化武器及黑幫文件。
80年代初，香港政府發展的元朗、沙田、大埔及屯門等新市鎮續漸落成，1982年，「新義安」元老林景、林江及「尖東之虎」黃俊 從「和勝和」手中奪取了大埔、屯門兩區的地盤，並且於兩區獨大多年。新市鎮的青年人口大幅增長，令「新義安」吸納大量新會員。
1994年1月8日，香港警方再次發動龐大的「掃黑」，拘捕新義安14名高層，警方一度估計新義安已發展到8至10萬會員。

### 「新義安」影響香港電影界
「新義安」涉及黃賭毒犯罪生意，同時也經營合法企業。例如金融投資公司、酒樓及電影製作公司等。
龍頭家族的向華強和向華勝兄弟在香港電影業有舉足輕重的地位。他們於1984年成立中國星集團及1987年成立永盛電影公司，投資和製作了多部經典港產片，如《賭神》、《逃學威龍》、《五億探長雷洛傳》、《烈火戰車》、《黑社會以和為貴》等，對推動香港電影的發展有不少貢獻。但也存在爭議，如因涉及電影製造費用龐大而便利於黑幫洗黑錢，損害行業誠信；與三合會相關的暴力事件影響電影業界，例如1993年李連杰的經理人蔡子明被黑幫槍殺、劉德華遭黑道拿槍威逼拍電影、王晶拍攝時沒向黑道交保護費而遭扔汽油彈。這些事件被認為與黑社會介入電影界的風氣有關。
1991年，新義安成員李育添（綽號「鬼添」）捲入電影膠捲搶劫案，涉及當時熱門電影《家有囍事》的膠捲，這事件直接影響了電影業的正常運作。
電影膠捲搶劫案引發 1992年1月15日香港演藝人協會舉行「香港電影界反黑幫暴力大遊行」抗議影圈黑勢力風氣，黑幫威逼藝人拍攝，勒索保護費等方式影響電影行業。
2013年《變形金剛4》在香港拍攝期間，四名疑似新義安成員恐嚇工作人員索取金錢，其中一人被捕，三人仍在通緝，案件被反黑組調查。

### 中共接管香港前，龍頭被拘捕
1986年，警方秘密部署臥底潛入「新義安」，蒐集幫會高層犯罪的證據。於1987年4月突擊「新義安」大本營，一舉拘捕11名頭目，包括時任龍頭向華炎。向華炎及多名成員隨後被控以三合會罪行及涉及敲詐勒索。此案成為香港首次成功將黑幫龍頭繩之以法的案件，坊間稱之為「龍頭案」。向華炎最終被判監七年。然而，1989年，他提出上訴，最終獲裁定上訴得直，當庭釋放。自此之後，向華炎行事更為低調。
1980年代，主權移交前「新義安」頭目曾被中華人民共和國政府用「曉以大義」的形式加上大筆銀錢及政治力量支援等方式予以招安。中華人民共和國中央軍事委員會副主席劉華清將向前兒子向華強收為義子。
1997年，「新義安」會員人數達20萬，不少會員退下火線，其餘人馬亦有不少北上中國大陸發展，「新義安」的江湖地位亦因而受到多方挑戰。「新義安」第三代龍頭向展偉於香港回歸後行事轉趨低調；向家第三代人向展邦及向展威亦開始在中國大陸發展電影公司業務。黑幫事務交由「新義安」元老林世俠（林江）管理。

### 新義安「尖東霸王」被謀殺案
2002年，黑幫「新義安」十傑之一李泰龍綽號「尖東霸王」曾率領手下在麼地道一間酒吧與敵對幫派「和勝和」發生火併，期間砍傷和勝和油麻地話事人「大華」，而李泰龍本人亦被砍斷手筋。這場衝突不僅未令其聲勢受損，反而使他在江湖上名聲大噪。2006年，李泰龍為兄弟出頭，以酒瓶打傷「和勝和」頭目、綽號「紋身忠」的梁國忠，懷疑因此招來殺身之禍。
2009年8月4日，李泰龍在自己長期稱霸的尖東地盤遭仇家埋伏，被人斬殺身亡，終年41歲。同日清晨，警方在大埔發現3輛已報失的私家車被焚毀，車內遺留刀械、背囊及口罩等物品。涉案的「紋身忠」於案發前三日經落馬洲口岸離開香港，並從此未有出入境紀錄。2011年，與案件有關的李蘊剛、勞展宏（綽號「貓仔」）及李鎮江被控謀殺罪，經審訊後被陪審團裁定罪成，判處終身監禁。同案被告楊文廷（綽號「傻佬庭」）則獲判無罪。
2020年1月21日，「紋身忠」回港前往灣仔警署自首，隨即被控謀殺罪。2023年11月，案件在高等法院開審，「紋身忠」否認控罪。經審訊後，由4男3女組成的陪審團一致裁定他謀殺罪成，判處終身監禁。2025年2月11日，「紋身忠」對判決不服，向上訴庭申請上訴許可。上訴庭頒下判詞，認為申請人提出的其中一項議題具有爭議空間，因此批出上訴許可。

### 元老林世俠被捕
2011年，林世俠（林江）曾帶領門生到九龍城亞皆老街遊樂場舉行之九龍城潮僑盂蘭勝會中秘密地祭祀被殺害的「尖東霸王」李泰龍，然而遭臥底探員揭發，警方遂採取「獵狐」行動，終拘捕林世俠以及李泰龍妻子邱寶卿等合共36名男女。林世俠後來獲香港立法會議員梁美芬撰寫求情信，指其「積極參與社會事務」，卻被裁判官迅即揶揄指「應該在『社會』前面加上『黑』字」。
2012年，林世俠被裁定「以三合會成員行事」及「自稱三合會成員」兩項罪名成立，判處監禁十一個月。 2013年出獄，掌管「新義安」龍頭以下的最高領導角色。

## 沙井新義安
沙井新義安前身為飛鷹幫，活躍於深圳寶安、沙井一帶，為新義安成員在當地的分支。集團架構分明，組織細密，成員分為5級，並明列幫規。主腦為陳錫波，及其姪子陳垚東（龍哥）。飛鷹幫由陳錫波於1980年代創立，曾在1991年底被深圳公安局在「反黑清幫」行動中擊潰，現時之沙井新義安乃由其姪陳垚東一手扶植。
集團經營過10間公司、酒店及娛樂場所，近年還涉足房地產開發，且涉嫌進行非法客運、私建別墅、收取「管理費」、蓄意傷人、聚眾毆鬥、販毒、聚賭、組織賣淫、敲詐勒索及強迫交易等。此外，更以不法手法壟斷當地多個行業，包括：廢物回收、煤氣供應、建材貿易等。資產方面，集團擁有多處房產及一批名貴房車。2012年3月，廣東省委書記汪洋執行打黑，執法部門開展拘捕行動，凍結了集團涉案資產約10億元人民幣。案件中還拘留過百人，撿獲一批槍枝刀械等。

## 近代事件

### 屯門良田村仇殺案
2011年12月5日，屯門新義安內訌，新義安成員郭衍靖（18歲，綽號「郭靖」）被三名刀手襲擊，傷重不治。2013年2月25日，被告黃浚傑（19歲）承認誤殺及以三合會成員身份行事兩罪，被高院判監6年。另一名被告陳錦成（21歲）被控謀殺及以三合會成員身份行事兩罪，於2014年6月17日依例判以終身監禁。

### 三權與三將內訌事件
2018至2019年期間，發生「三權與三將內訌事件」，由新義安將軍澳派系「三權」及「三將」的不和，發展成尖沙咀派系與將軍澳派系的廝鬥，兩派人引發一連串持械傷人、燒車及暴力衝突。兩年間前後有五人被斬傷，數十輛汽車被焚毀。

### 屯門「14k」搶奪「新義安」地盤仇殺案
2020年7月，屯門發生一宗黑幫仇殺事件。21歲新義安成員周家俊（綽號「阿Bee」）在屯門井財街被14K成員駕車撞倒並拖行數十米，最終被輾斃。事件起因於尖東新義安與14K「德」字堆之間的地盤爭奪和人事糾紛。警方其後拘捕多名涉案人士，包括尖沙咀新義安的頭目。

### 報復傷人案，「和合圖」血戰「新義安」
2022年2月，尖沙咀黑幫「和合圖」與「新義安」衝突不斷。22歲「新義安」成員「阿雀」與「和合圖」頭目「粒粒」因爭女結怨，1月8日「阿雀」在元朗遭和合圖「粒粒」召人斬傷。
2月6日，元朗發生「閘車」斬人案，懷疑是「新義安」向「和合圖」成員報復，但因為「粒粒」借車給「和勝和」的朋友，該朋友被誤認，無辜被斬傷。
2月9日，尖沙咀加拿分道，在一「新義安」場所外有兩名黑幫成員遭3名「和合圖」刀手伏擊，其中一人腿部重創倒地。警方針對連串血案拘捕多名涉案黑幫分子，包括幫派頭目及成員。
直至在9月21日，「新義安」為走私生意與「和合圖」再起事端。和合圖「安B」駕車時，於西環堅尼地城海傍遭新義安刀手駕車追撞，再遭斬傷兩腳。

### 中環槍擊案，「新義安」火拼「和勝和」
2022年10月，中環雲咸街凌晨爆發黑幫火拼，涉及「新義安」與「和勝和」南亞幫。多名刀手駕車伏擊一輛銀色七人車，遇襲一方開槍還擊，導致施襲方3名南亞男子受傷，其中兩人傷勢危殆及嚴重。警方調查指案件與黑幫生意糾紛及地盤利益爭奪有關，可能涉及毒品交易及非法賭檔經營。

### 黑幫伏擊懲教人員案
2024年11月1日下午12時許，駐守壁屋監獄的一級懲教助理李家輝下班後沿天橋到附近巴士站候車，一輛套上假牌的私家車駛至距事主約5米位置，3名隸屬新義安的蒙面男持長條形硬物下車向他施襲，3人約10秒後返回車輛逃去。李家輝頭及上肢共6處裂傷，傷口長5至15厘米，右手腕骨折，治理後情况穩定，2024年11月2日仍留醫。事後警拘捕8男協助調查。。

### 屯門洗黑錢案
2025年4月，警方展開代號「風港行動」的執法行動，針對活躍於屯門區的新義安團伙，突擊搜查全港多區，成功打擊該三合會團伙的收入來源，搗破其洗黑錢網絡。行動中，警方檢獲逾4,000萬元涉及毒品的犯罪得益，並拘捕21名涉案男女。

## 參閲
- 新義安人物列表
- 新義安內訌

## 外部連結
- Dannen - Triads and China: "Partners in Crime" (Part II)